# Agârbiciu, Sibiu
Agârbiciu, mai demult Agribiciu (în dialectul săsesc Arbejän, Arbäjn, în germană Arbegen, Erbegen, în maghiară Szászegerbegy, Egerbegy), este un sat în comuna Axente Sever din județul Sibiu, Transilvania, România. Se află în partea de nord a județului, în Podișul Târnavelor.
Străbătut de pârâul Visa, Agârbiciu este o veche așezare săsească care aparținea de Scaunul Șeica (Schelk Stuhl), fiind întemeiată încă din secolul al XIII-lea. În sat se află o biserică fortificată. Prima atestare documentară a localității este din 1343.

## Biserica evanghelică
Biserica-sală închinată Fecioarei Maria, ridicată pe o colină din mijlocul satului, datează de la începutul secolului al XV-lea și a fost atestată documentar în 1415, dată pentru care pledează elementele de stil gotic din interiorul ei.

## Fortificația
Incinta, în formă aproape ovală, este apărată de un singur brâu de ziduri, inegal ca înălțime (in medie 6 metri), adaptat pantei line pe care se află biserica.

## Descoperiri arheologice
1. Din puncte neprecizate de pe teritoriul satului provin:
a) Un topor neolitic de piatră cu gaură pentru fixarea în coadă incomplet executată (Muzeul Național Brukenthal).
b) O măciucă sferică din epoca bronzului (Muzeul Național Brukenthal).
c) Un vârf de lance de fier din a doua vârstă a fierului (Muzeul Național Brukenthal).
d) O fibulă de bronz în formă de ancoră din epoca romană (Muzeul Național Brukenthal).
2. În punctul Pășunea din Deal a fost identificată o locuire din faza B a culturii eneolitice Petrești. Așezarea se află într-o poiană situată la o înălțime de 700 m. altitudine absolută (Muzeul Național Brukenthal); Muzeul Mediaș).
3. La poalele cetății În Șes, s-au descoperit fragmente ceramice. Lipsesc alte precizări. Epoca descoperirilor nu a fost determinată (Muzeul Național Brukenthal).
4. În locul numit Strâmturi, aflat pe partea din stânga rambleului căii ferate Copșa Mică – Sibiu, s-au descoperit fragmente ceramice ale culturilor eneolitice Petrești și Coțofeni.
5. În Pădure s-a descoperit o fusaiolă de lut datând, probabil, din epoca fierului (Muzeul Național Brukenthal).
6. În punctul numit Hinter der Ramwreg s-a descoperit un tezaur de obiecte dacice compus din două fibule de argint cu nodozități, cinci drahme de argint din Dyrrhachium și o monedă de bronz de epocă neprecizată (Muzeul Național Brukenthal).
7. Cu prilejul construirii căii ferate Sibiu – Copșa Mică, între Agârbiciu și localitatea Axente Sever s-a descoperit o necropolă de inhumație, cercetându-se cca 50 de morminte cu scheletele bine păstrate și cu obiecte de fier lângă decedați. O sabie de fier cu un singur tăiș, un vârf de lance de fier și un craniu au fost depuse la Muzeul Mediaș. Necropola a fost atribuită celei de a doua vârste a fierului, dar poate data și din perioada migrațiilor.
8. Pe malul Râului Alb s-a descoperit buza unui chiup încadrabil în epoca romană.
9. Pe Straja (Wartberg, Warteburg) s-au descoperit resturi dintr-o circumvalație datând, probabil, din perioada medievală.

## Monumente
- Biserica gotică, de tip sală, are particularitatea intercalării unui turn între sala și corul poligonal. Dispoziția neobișnuită permite presupunerea după care turnul s-ar fi construit anterior și edificiul de cult ulterior. Adăugări mai recente sunt cele două scări în spirală la capătul de V al sălii și supraînălțarea turnului, actualmente cu șase etaje și culoar de luptă din lemn, în vederea apărării mai eficiente. Cu același prilej se înalță corul cu două etaje de luptă, al doilea etaj fiind scos în consolă pe arce din cărămidă ce îndeplinesc și funcția de guri de smoală.Se pare că prima etapă de construcție se plasează la cumpăna secolelor XIII-XIV, în timp ce aspectul actual se datorează unor modificări de la mijlocul secolului XV.

Biserica este pomenită pentru prima dată în anul 1415. În turn s-au păstrat trei clopote medievale, dintre care clopotul mic și cel mare, datate în a doua jumătate a secolului XIV, poartă aceeași inscripție („O REX GLORIE VENI CUM PACE”), iar clopotul mijlociu, datat la începutul secolului XV, este, la rândul său, inscripționat: „O REX GLORIE VENI NOBIS CUM PACE LEONARDUS”.
Curtina ce înconjoară biserica este de plan poligonal și prevăzută cu galerie de luptă din lemn.Turnul de poartă este plasat în colțul de NV și se ridică peste un tunel de intrare format din două încăperi boltite. Pe bolta interioară se păstrează anul construcției 1502. Ușa din lemn de stejar este întărită cu benzi din fier forjat.
- Biserica greco-catolică

Biserica de rit greco-catolic, având hramul “Sf. Nicolae”, ctitorită în anul 1828

## Personalități
- Maria Haydl (1910-1969), scriitoare care a scris în dialectul săsesc. Muzicantul Vasile Buton s-a născut aici, fiind cunoscut în lumea muzicala ca și Buton de la Agarbiciu, plasând aceasta localitate pe harta muzicala lăutărească.  Stilul sau muzical este impregnat de multe melisme specifice stilului lăutăresc din Ardeal, un bun exemplu o reprezintă piesa nu-s bogat nici sărac, în care este adusa o armonie de influente modala.[necesită citare]

## Imagini

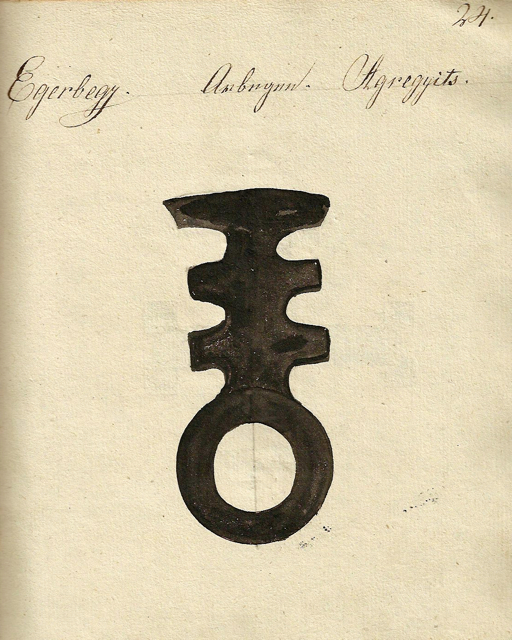
1826 - Danga pentru vitele din Agârbiciu
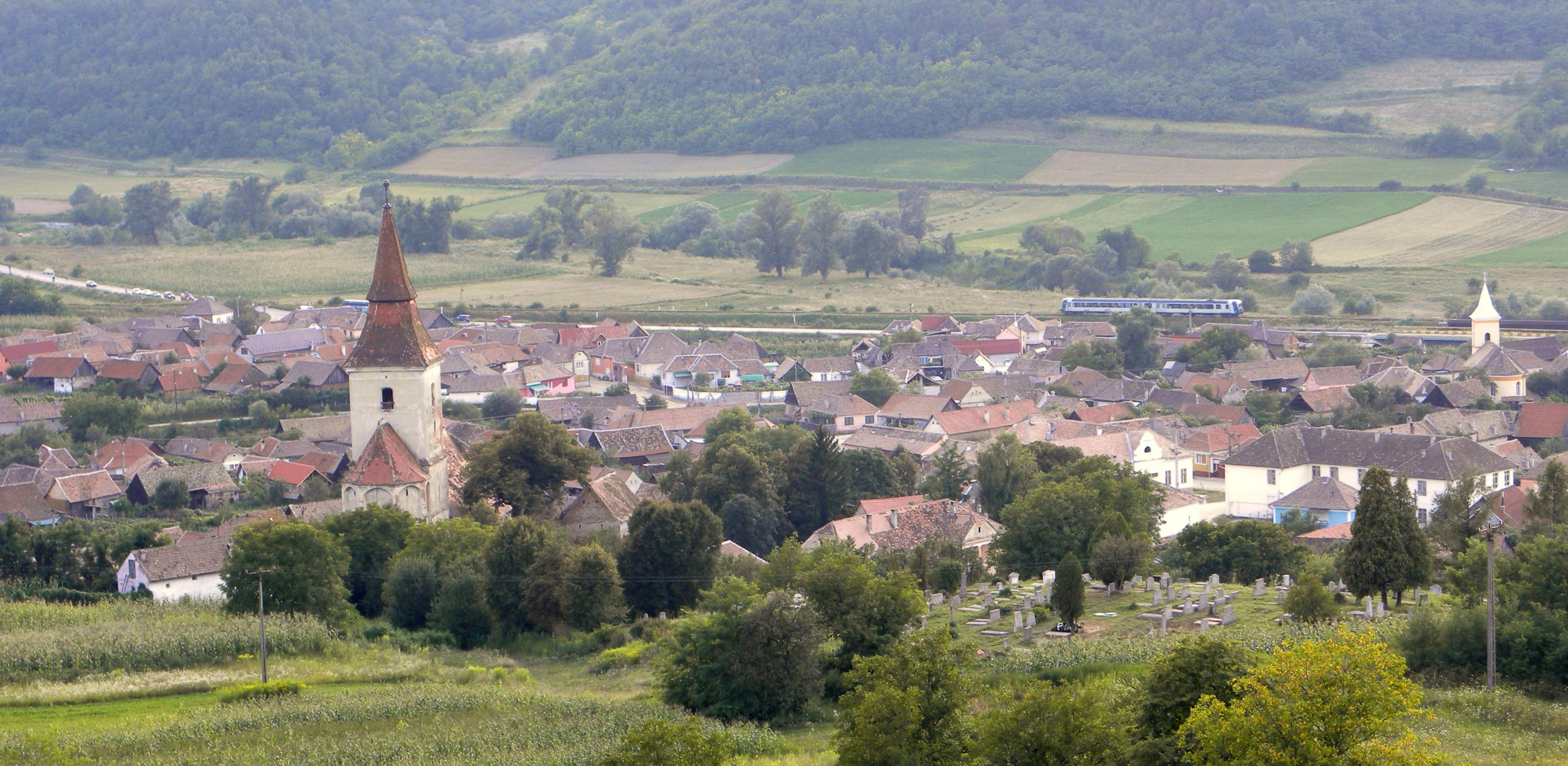
Panoramă
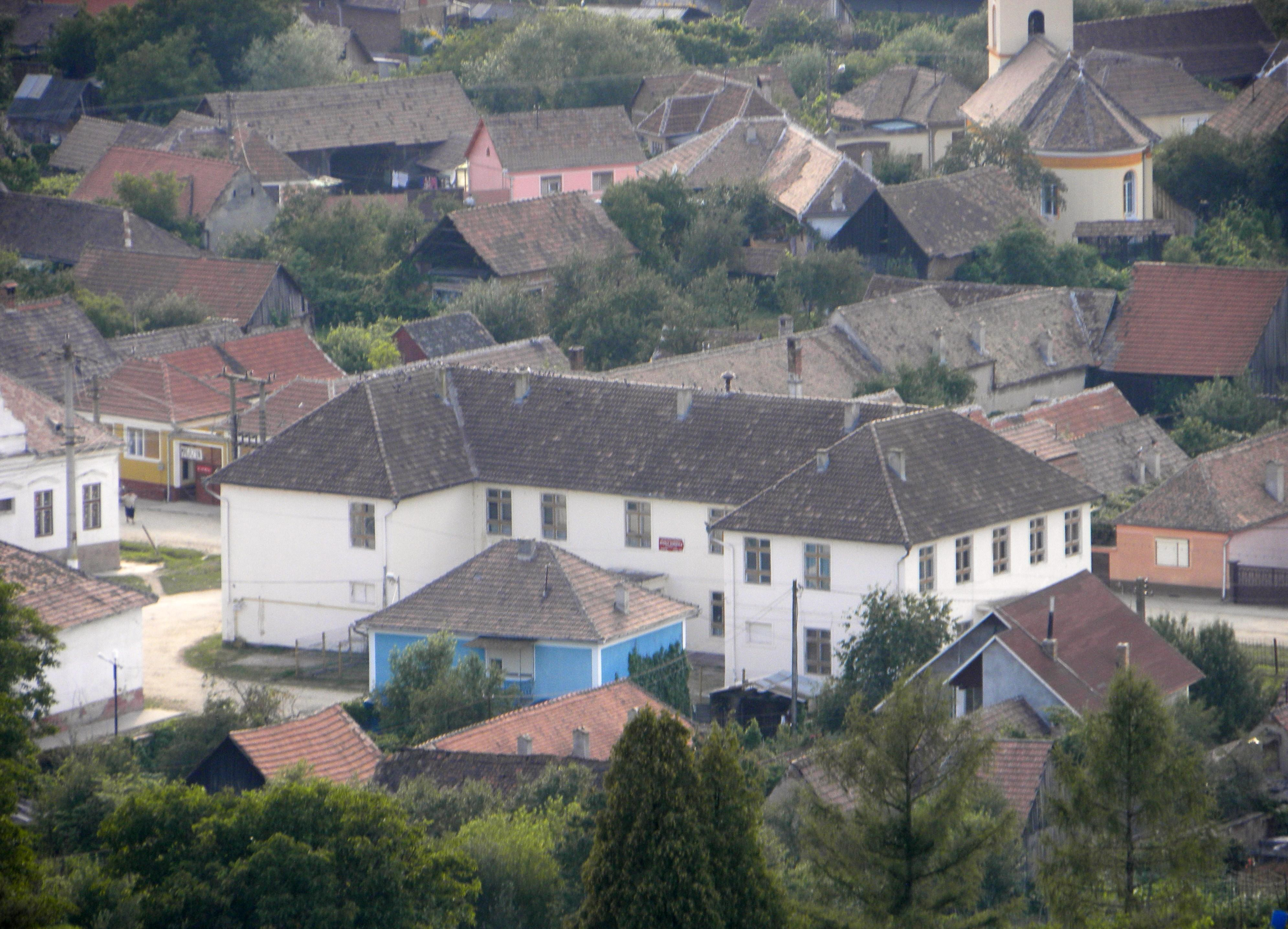
Școala generală cu clasele I-VIII Agârbiciu
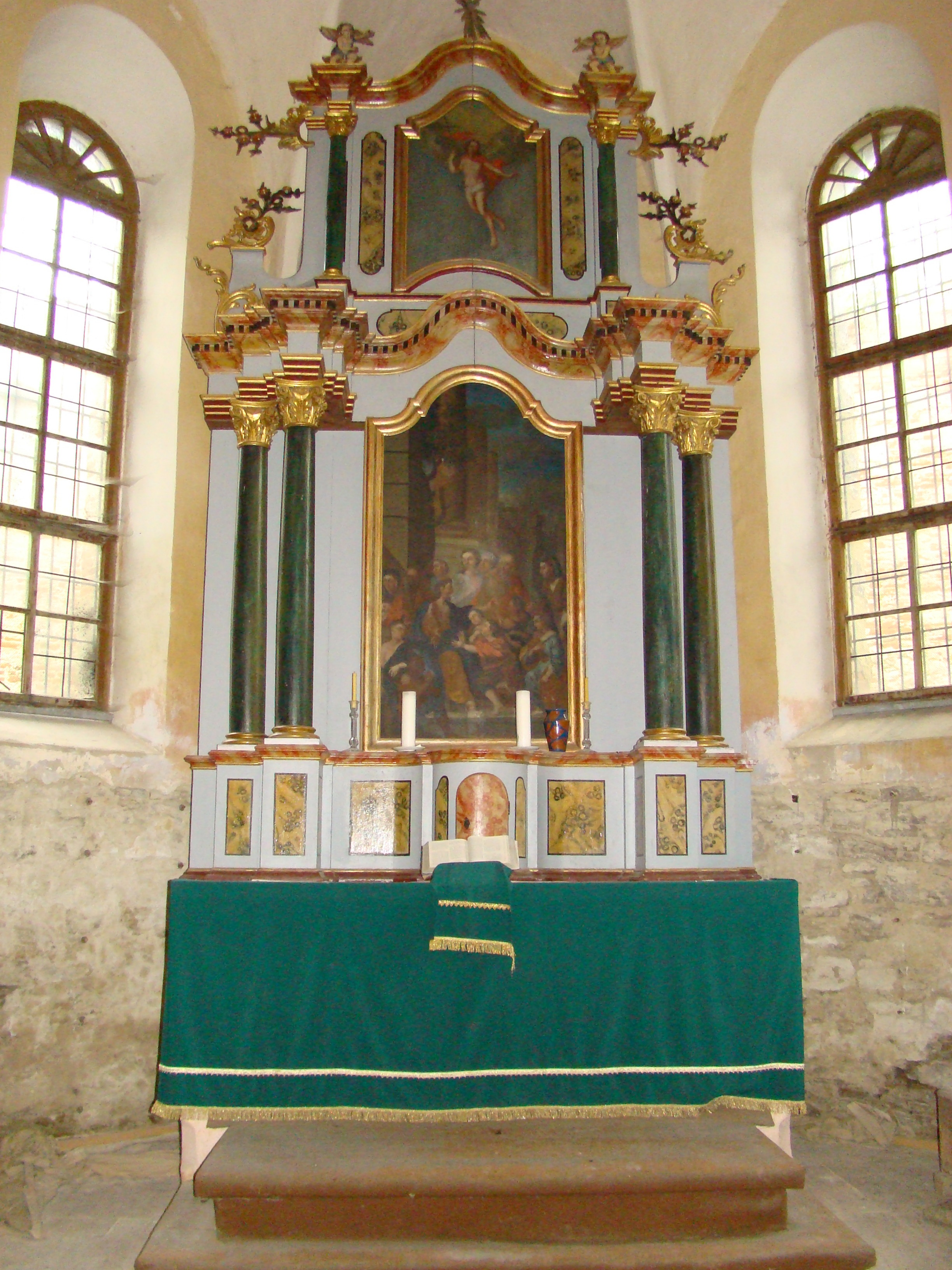
Altarul bisericii evanghelice
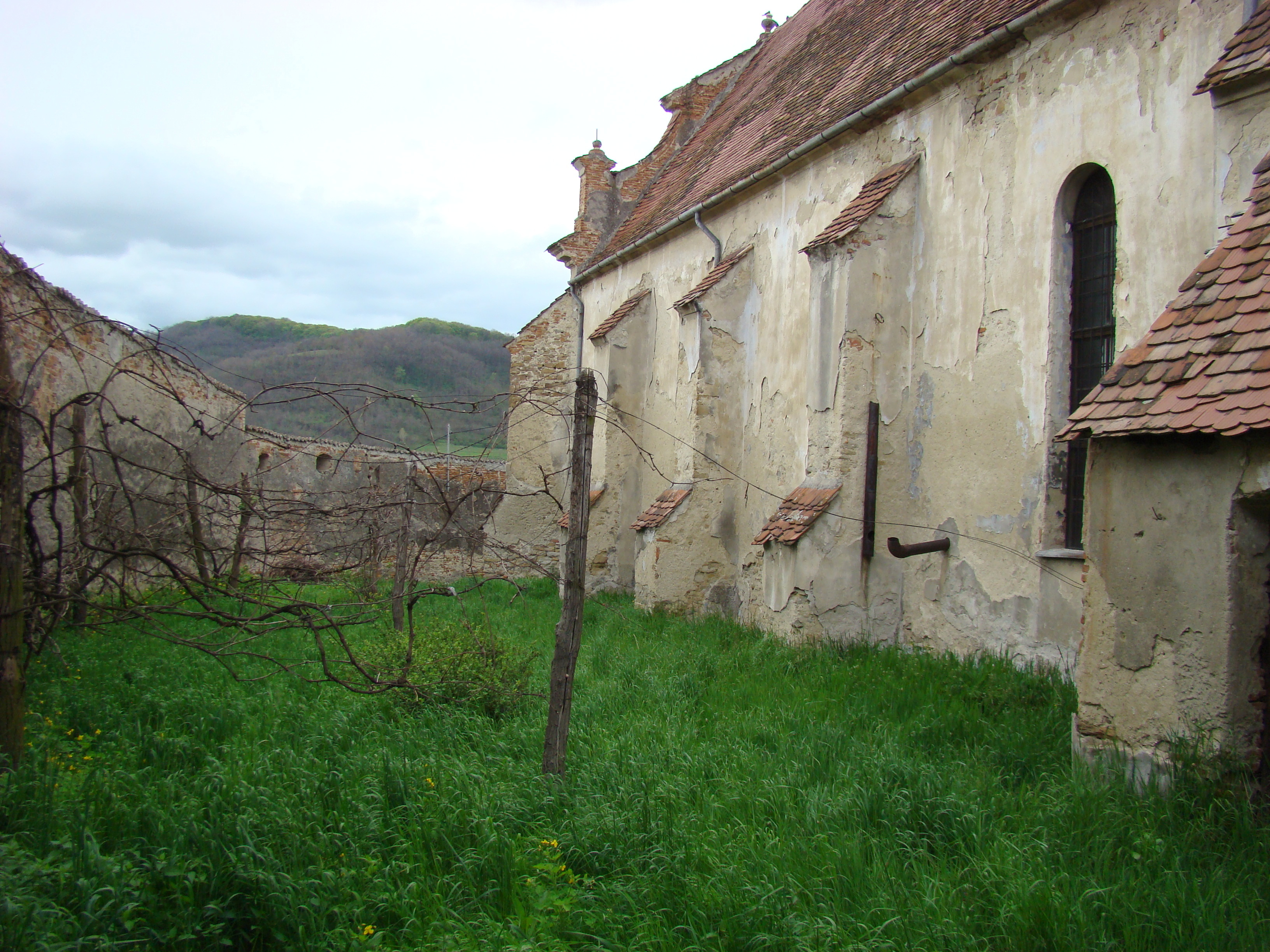
Biserica și fortificația
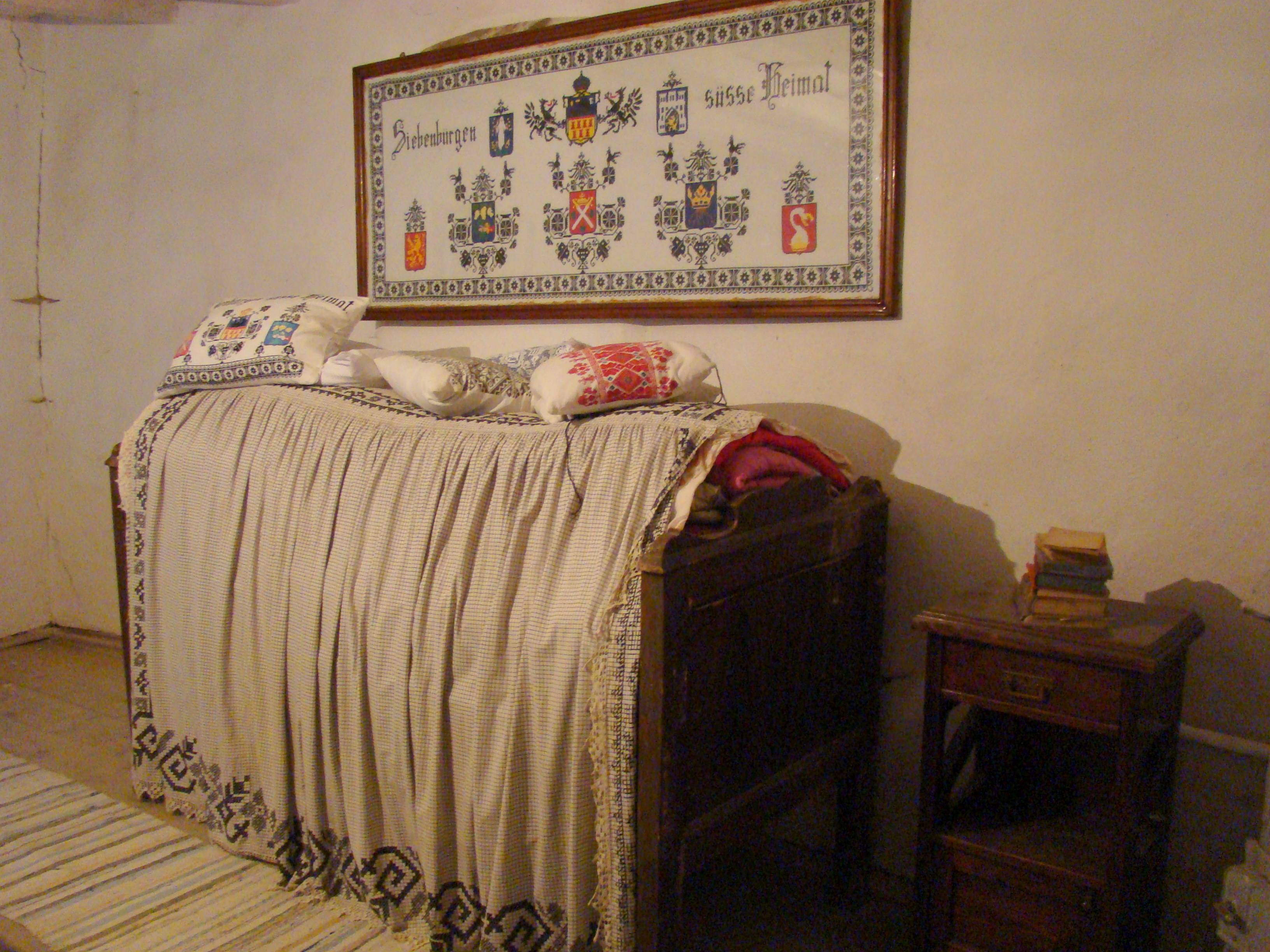
Exponate din muzeul etnografic săsesc
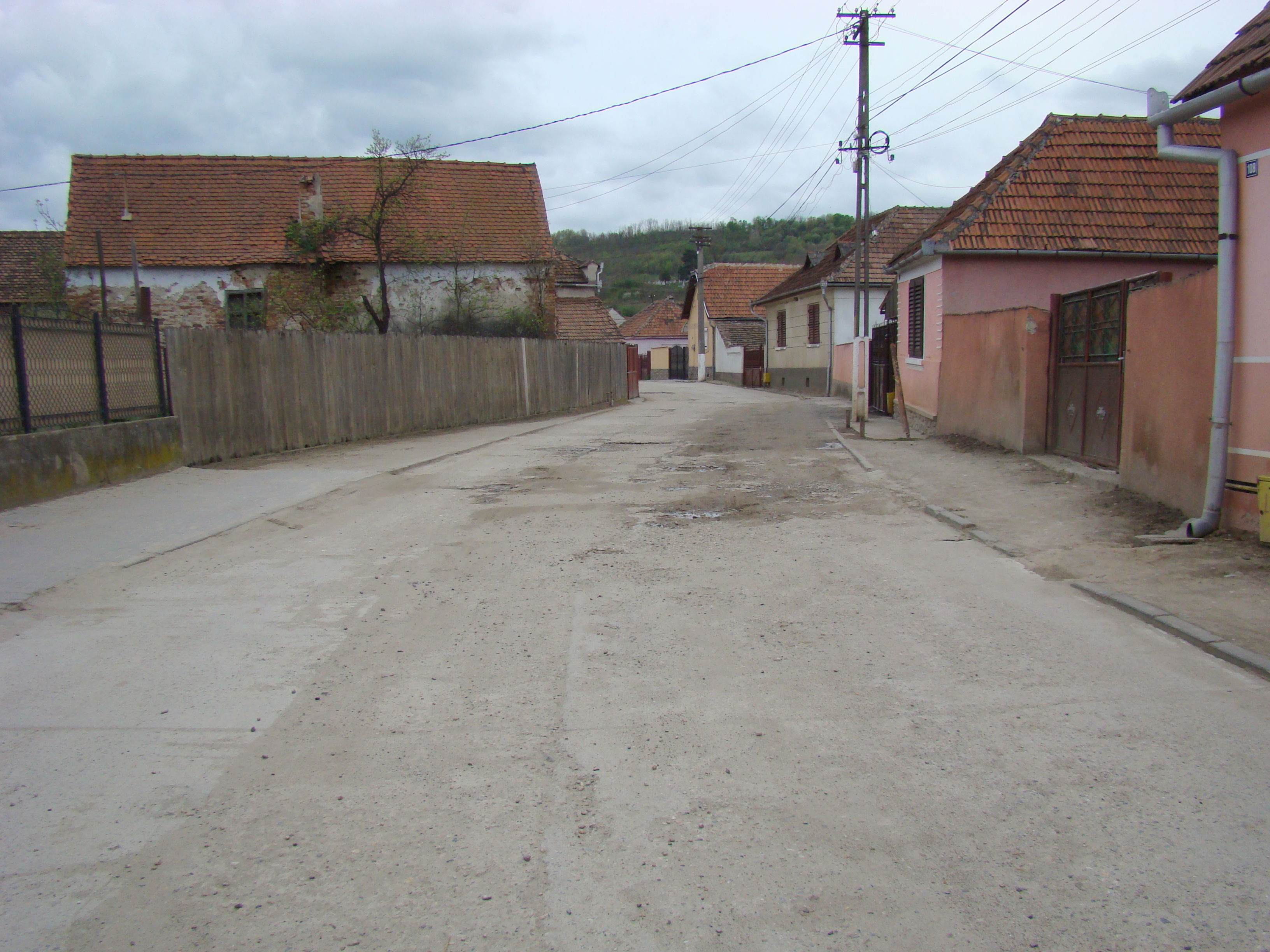
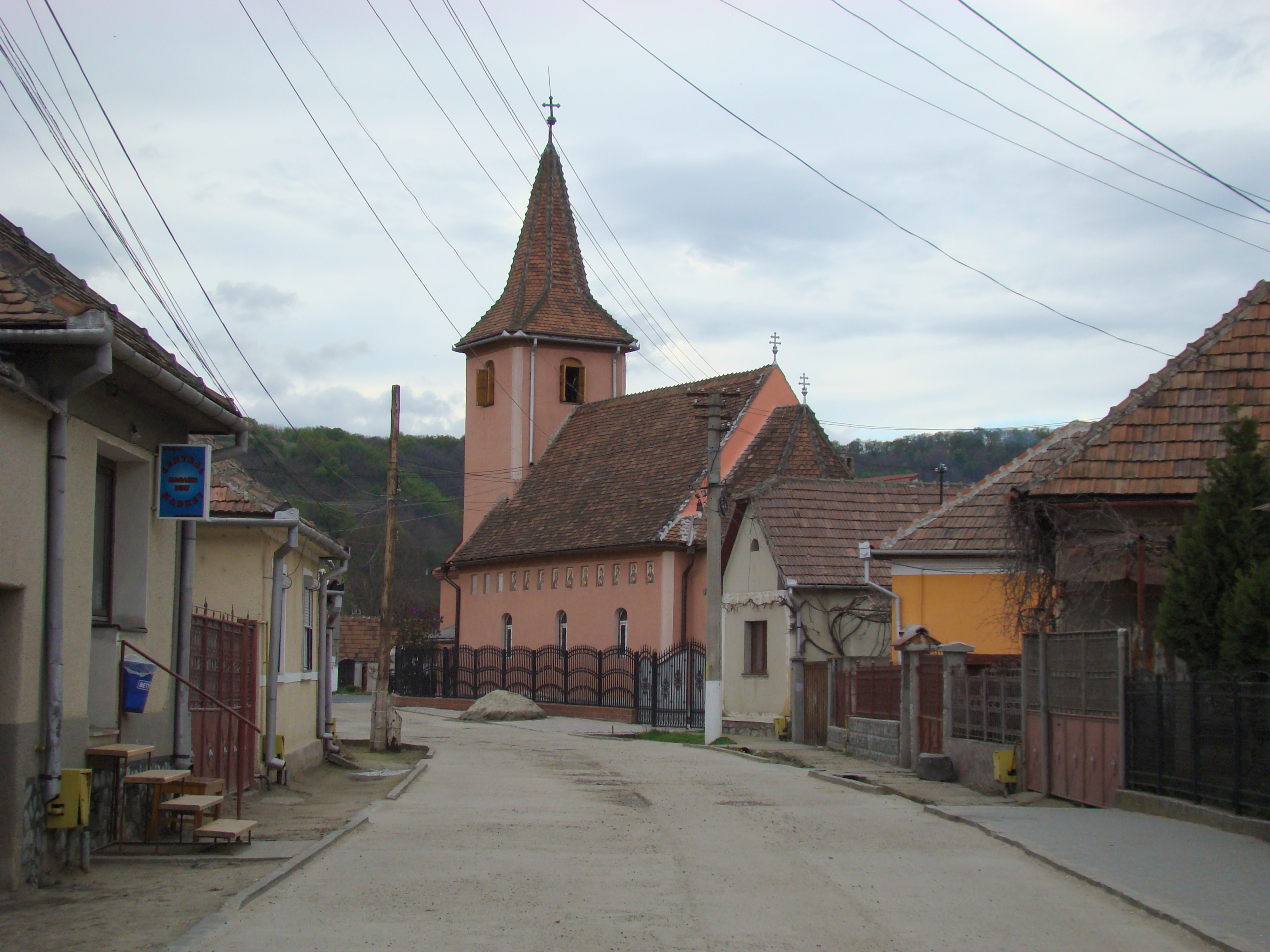
Biserica greco-catolică „Sfântul Nicolae”
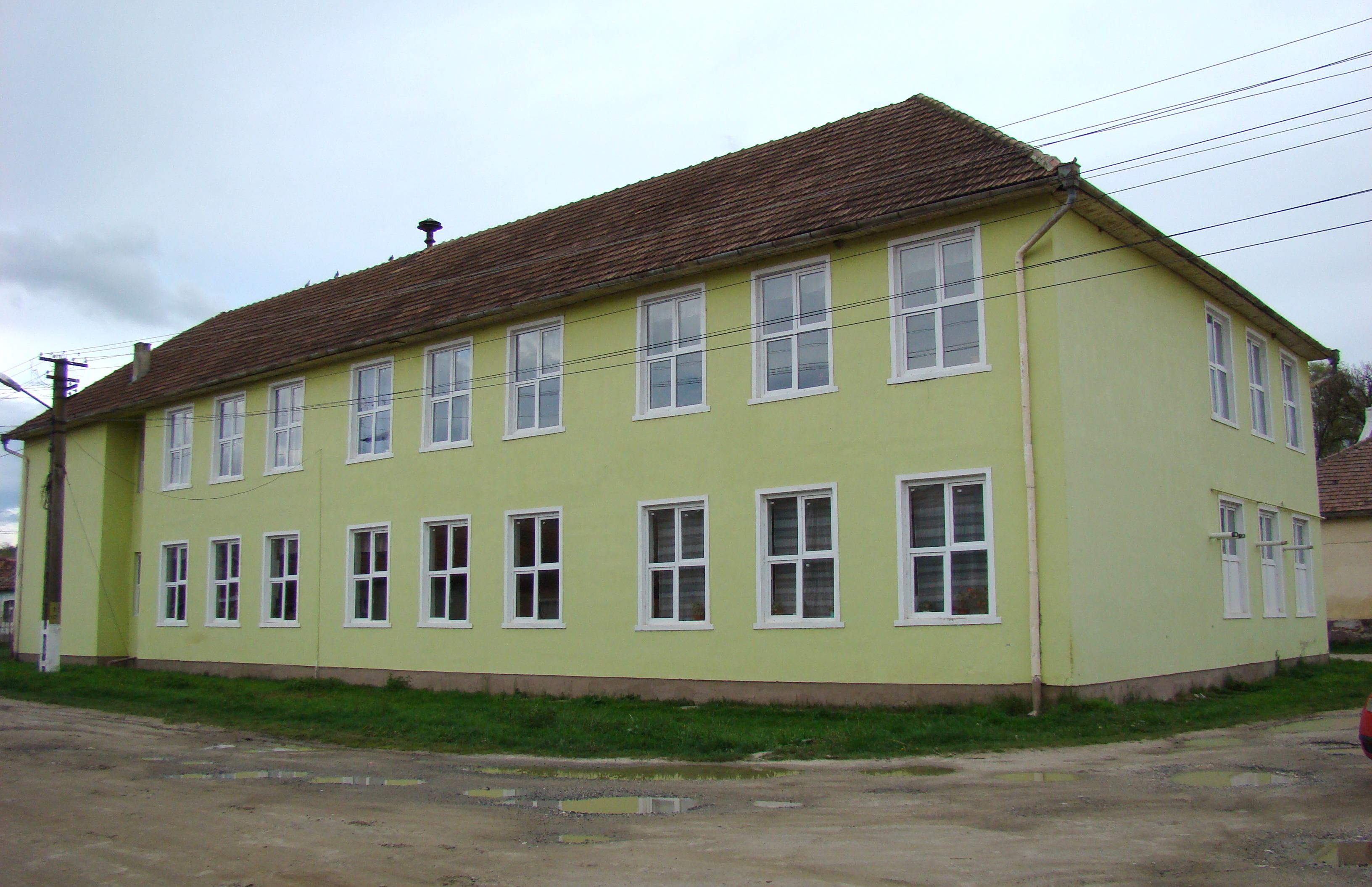
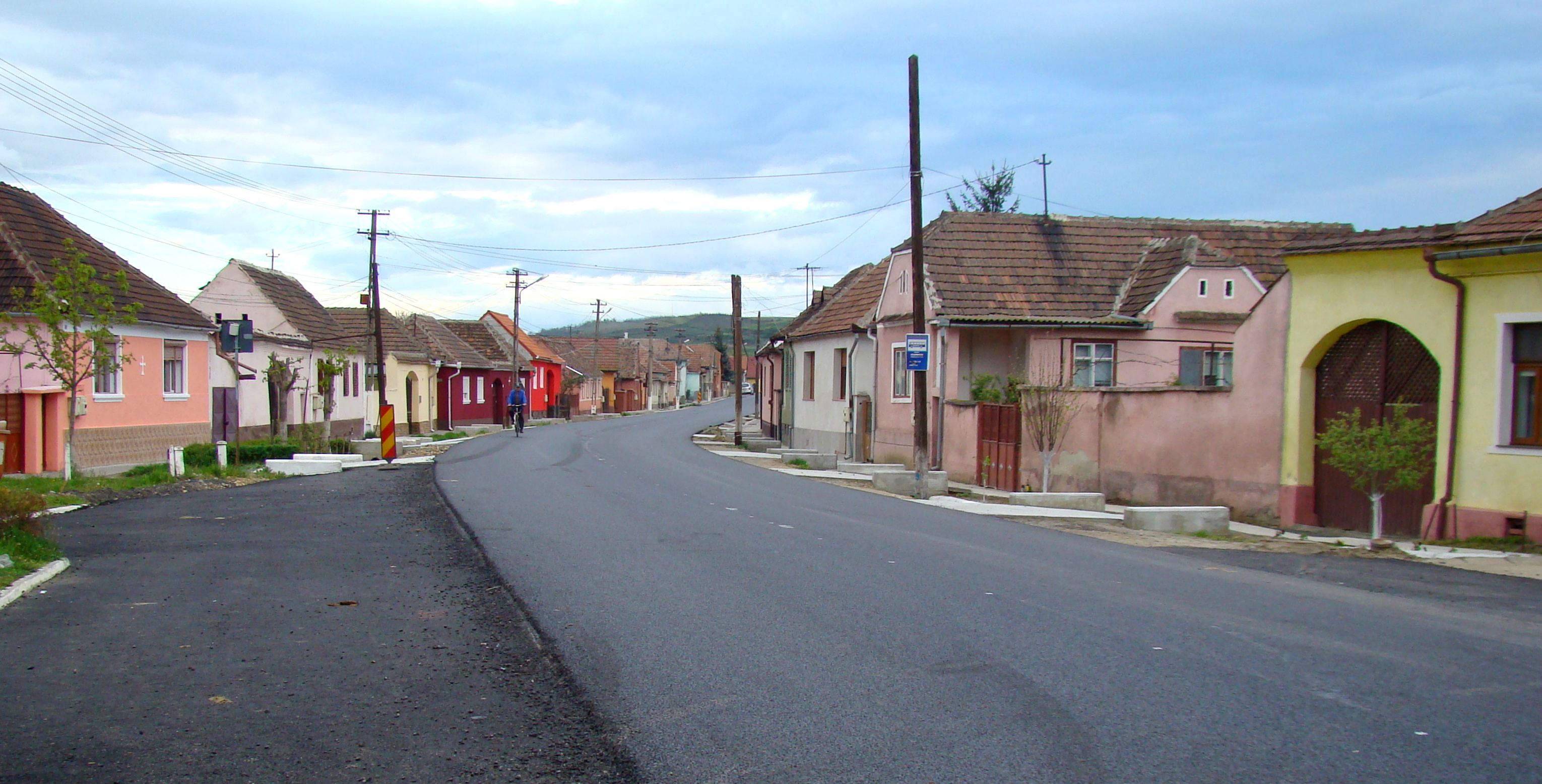
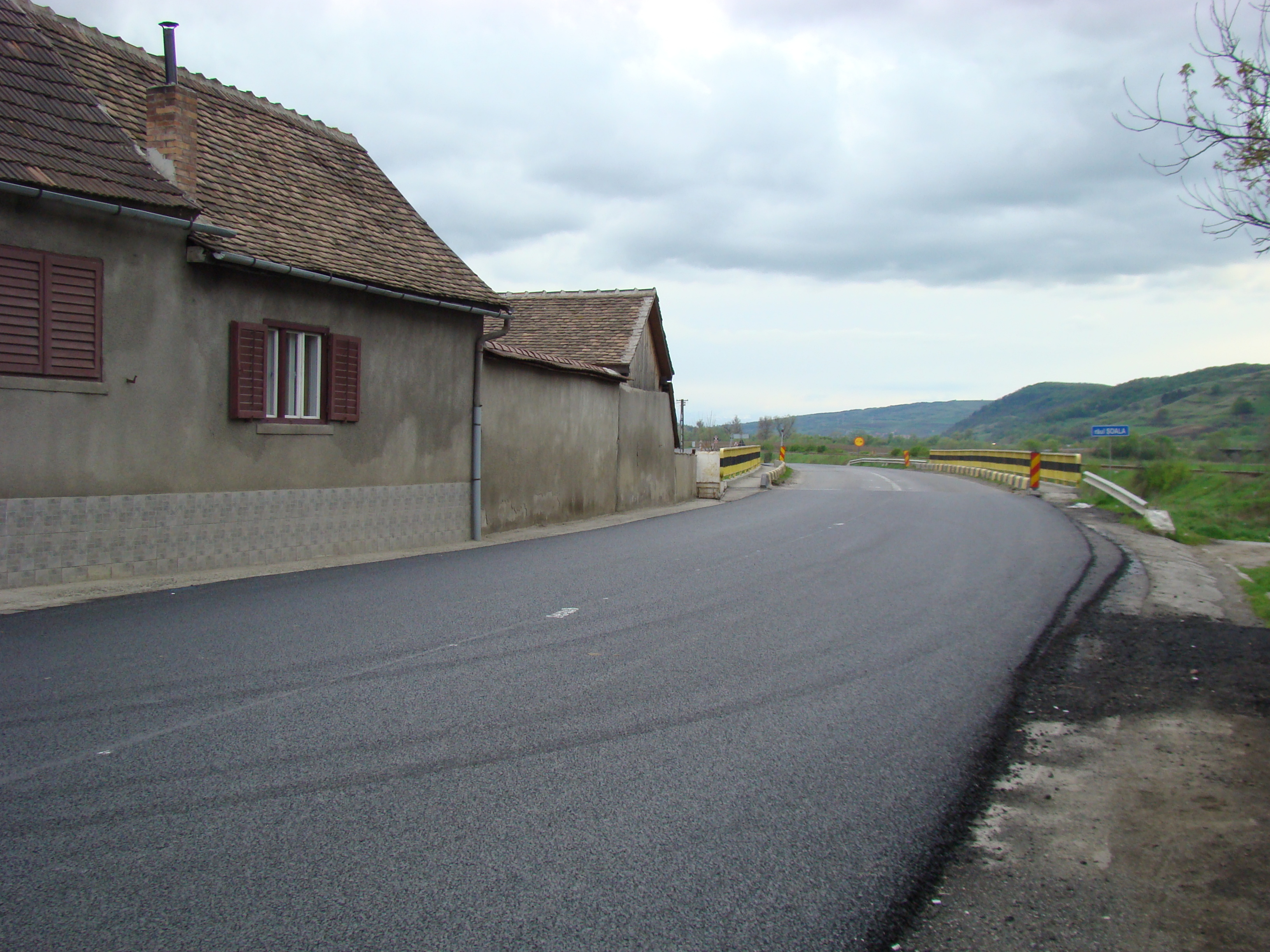
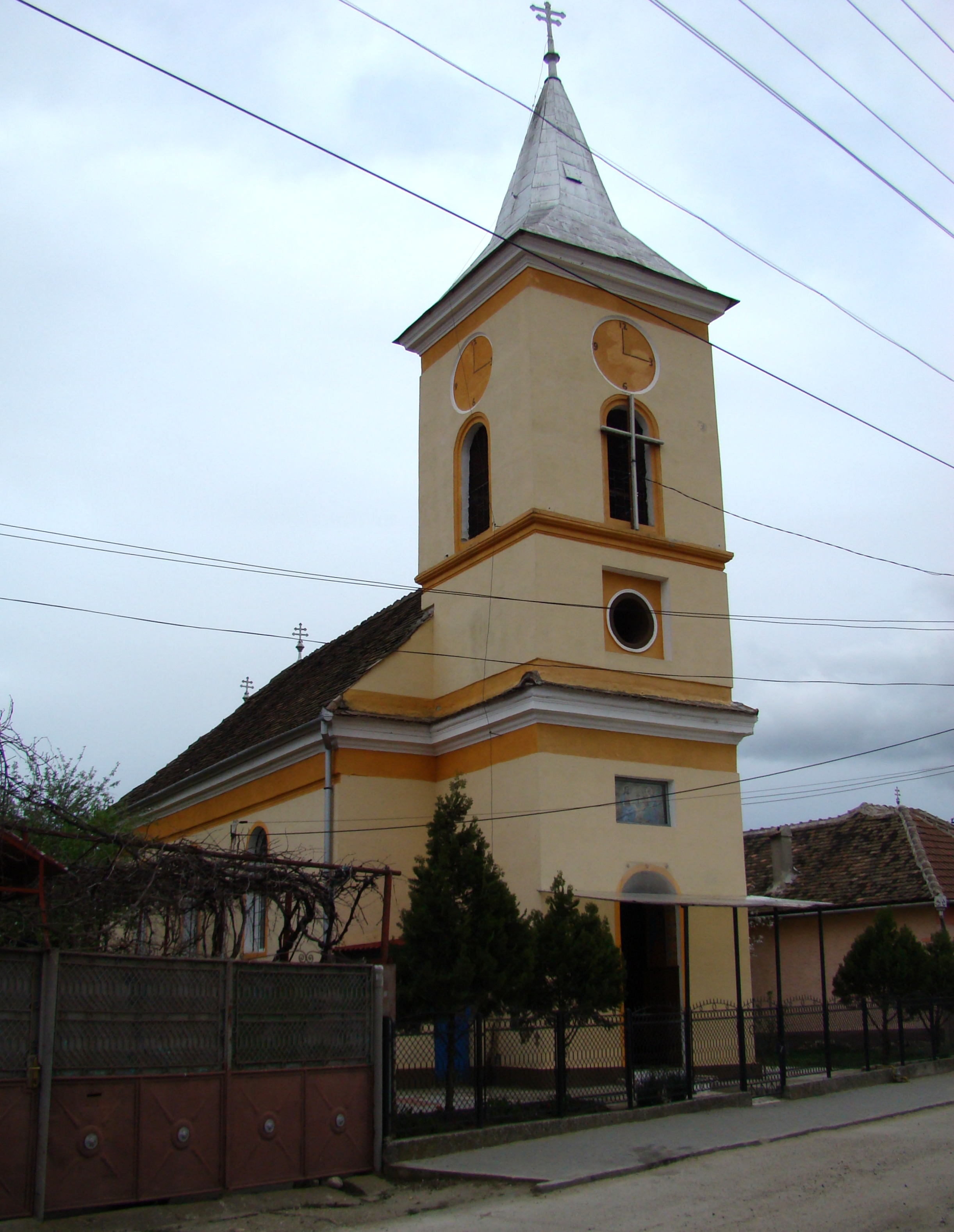
Biserica ortodoxă „Sfinții Arhangheli Mihail și Gavriil”
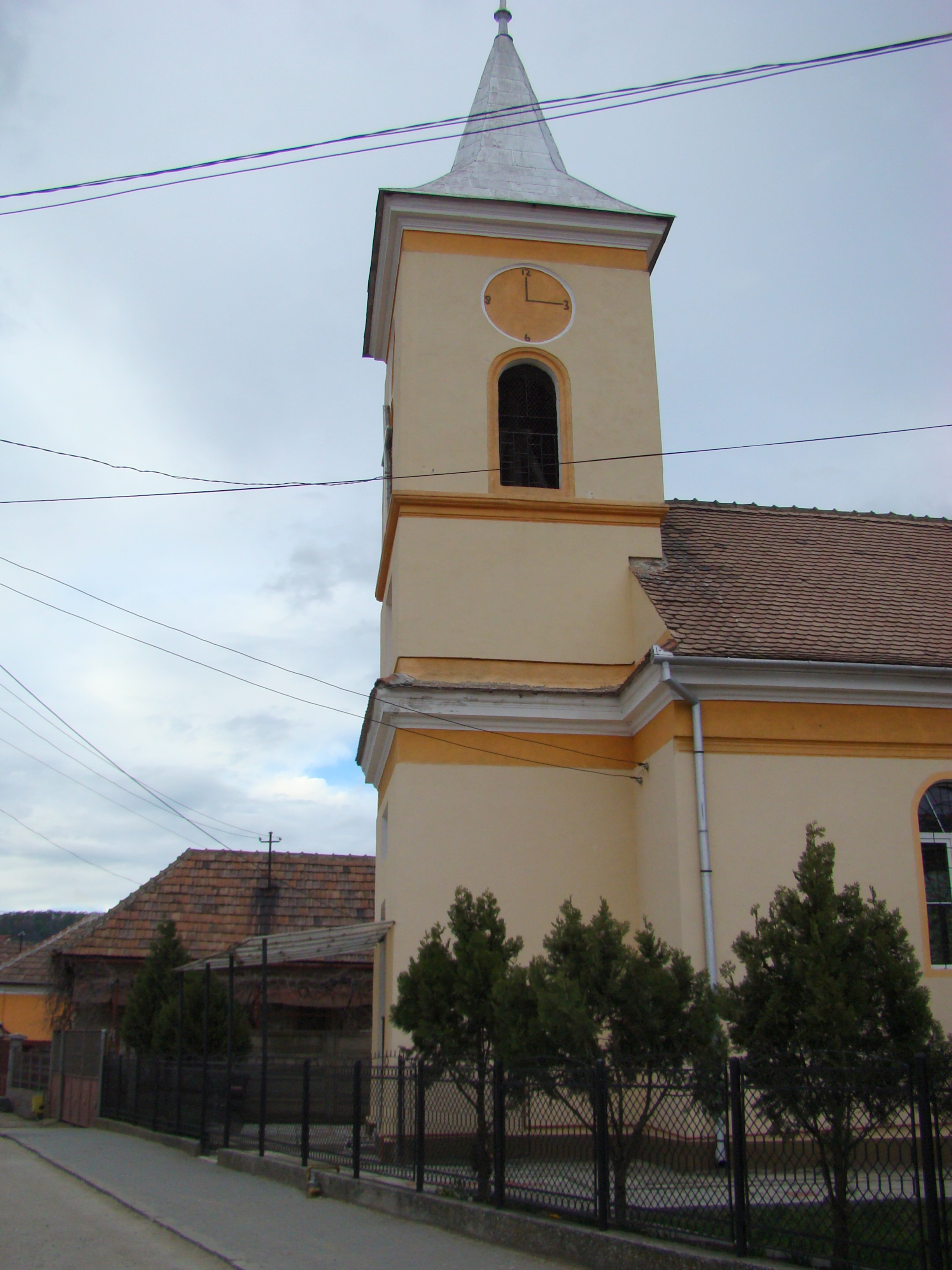
Biserica ortodoxă „Sfinții Arhangheli Mihail și Gavriil”
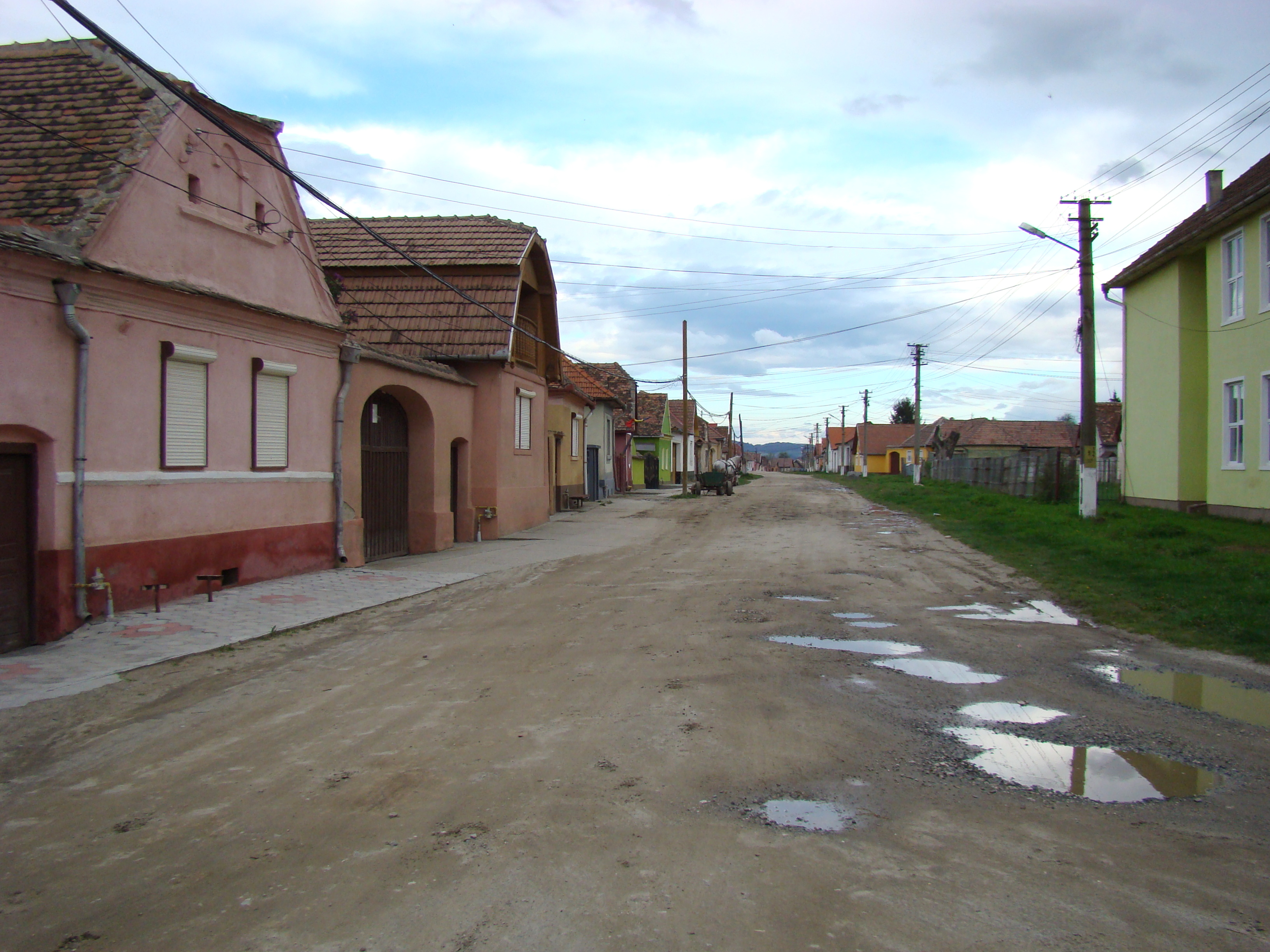